# Glissements de terrain d'Aab Bareek
Les glissements de terrain d'Aab Bareek ont eu lieu le 2 mai 2014 dans le district d'Argo de la province du Badakhchan, en Afghanistan. Ils ont enseveli environ 300 habitations du village d'Aab Bareek, causant la mort de 500 à 2 700 personnes selon les estimations. Les habitants venus secourir les victimes d'un premier éboulement ont été emportés à leur tour par un second glissement de terrain qui a désorganisé les secours et alourdi le bilan.

## L'événement
Deux glissements de terrain successifs se sont produits le 2 mai 2014 sur le flanc d'une montagne du district d'Argo de la province du Badakhchan, en Afghanistan, enfouissant environ 300 habitations du village d'Aab Bareek, également appelé Hargu. Le phénomène s'est produit un vendredi, jour chômé, vers 11 h du matin heure locale. Un premier pan de montagne s'est d'abord effondré sur le village ; plusieurs centaines de personnes ont alors afflué pour porter secours aux victimes ensevelies, puis un second pan de montagne, sensiblement plus étendu, s'est abattu sur le village, qui comptait un millier d'habitations, faisant de nombreuses victimes supplémentaires ensevelies sous 10 à 30 mètres de boue.

## Bilan et secours
Les premières estimations faisaient état, le 2 mai, d'au moins 350 morts et jusqu'à 2 500 disparus. Ces chiffres ont rapidement évolué par la suite, passant par 2 100 personnes le lendemain selon Shah Waliullah Adeeb, gouverneur du Badakhchan, pour être ramenés le 4 mai à 500 morts au plus selon ce même gouverneur.
Le gouverneur du Badakhchan expliqua à l'AFP les fluctuations des estimations officielles en précisant : « Les premiers chiffres qui avaient été annoncés avaient été établis sur la base de témoignages, et non par notre équipe technique. Nous pensons que le bilan humain ne dépassera pas les 500 morts ».
Les chances de retrouver des survivants quelques jours après la tragédie restaient minces, compte tenu de la violence du phénomène et de l'impossibilité de transporter sur site le matériel lourd nécessaire pour tenter d'extraire des survivants ensevelis compte tenu de l'état de l'infrastructure routière, le gouverneur de la province ayant indiqué d'emblée que les secours manquaient de pelles, tandis que les équipes de secours sur place redoutaient la possibilité d'un troisième glissement de terrain compte tenu des pluies persistantes.
Selon la Mission d'assistance des Nations unies en Afghanistan (UNAMA), 350 morts étaient confirmés et bien davantage de personnes étaient portées disparues, tandis que, selon le Bureau de la coordination des affaires humanitaires (OCHA) du Secrétariat des Nations unies, les efforts se concentraient désormais sur l'aide aux quelque 4 000 survivants déplacés, alors qu'un autre pan de la montagne qui surplombe le village menaçait de s'effondrer.

## Conséquences et réactions
Une journée de deuil national a été observée dimanche 4 mai par décret du présent afghan Hamid Karzaï. À New York, le Secrétaire général des Nations unies, Ban Ki-moon, a fait part de sa « profonde tristesse » et adressé ses condoléances aux familles et proches des victimes. Au Vatican, le pape François a indiqué qu'il priait pour les victimes : « Que Dieu Tout-puissant (...) puisse tous les accueillir dans sa paix et donne aux survivants la force d'aller de l'avant ». Le président Barack Obama a appelé Hamid Karzaï pour lui présenter les condoléances des États-Unis et offrir une aide supplémentaire aux opérations de secours.

### Critiques sur l'organisation des secours
Compte tenu de l'ampleur du désastre, le gouverneur de la province du Badakhchan avait indiqué le jour même de la catastrophe qu'il n'était pas possible d'extraire tous les corps ensevelis et que le site allait être converti en charnier, alors qu'une cérémonie du souvenir était célébrée le lendemain. Les recherches de survivant ont été abandonnées moins de 24 heures après la catastrophe, ce qui a suscité l'indignation de la population locale, qui s'est déclarée « insultée » par cette précipitation. Les autorités locales chargées de la gestion des catastrophes naturelles ont tenté de se justifier sur les réseaux sociaux en prétextant que les recherches avaient été interrompues à la demande des villageois pour que le corps des femmes ne soit pas exposé aux regards de tous. Par ailleurs, certains observateurs soulignent que le gouvernement afghan dispose d'alliés puissants sur son sol, ce qui décrédibilise sa justification de l'arrêt des recherches par le manque de moyens.
Cette catastrophe a également mis en lumière la grande pauvreté de cette région d'Afghanistan très montagneuse, difficile d'accès et voisine du Tadjikistan, de la Chine et du Pakistan, avec une présence forte de groupes armés rebelles. Le Badakhchan a soutenu l'invasion par les troupes de la Coalition conduite par les États-Unis mais n'a reçu en contrepartie qu'une aide extérieure dérisoire comparée à celle reçue par les régions qui soutiennent les talibans ; jadis riche place marchande sur la route de la soie, cette province affiche ainsi de nos jours un taux de pauvreté de 60 % de sa population (moins de 25 dollars américains par mois pour se nourrir). Les conditions de vie y sont particulièrement difficiles, les glissements de terrain et les crues violentes étant des phénomènes fréquents pendant la saison des pluies, qui sévit au printemps dans le nord de l'Afghanistan. Des crues subites avaient déjà tué plus d'une centaine de personnes dans cette région une semaine plus tôt,. Des avalanches meurtrières y sont fréquentes, l'une d'entre elles entraînant la mort de plus de 37 personnes en mars 2012, la plus meurtrière ayant causé plus de 170 morts en février 2010 dans le col de Salang, à 3 800 m d'altitude dans des provinces limitrophes.

### Situation des réfugiés
Environ 700 familles ont été déplacées à la suite de la catastrophe, soit environ 4 000 réfugiés. Leur prise en charge était rendue difficile par l'enclavement de la région ainsi que par l'afflux de personnes d'autres villages convergeant vers leur hébergement temporaire afin de bénéficier également de l'aide acheminée, au point que la police afghane a procédé à des tirs de sommation pour disperser des manifestants excédés par la précarité de leur situation et la lenteur des secours, tandis que les recherches reprenaient sous la pression des familles, qui n'acceptaient pas qu'elles aient été abandonnées dès le lendemain du drame.